# Marko Mrnjavčević
Re Marko, in serbo Марко Мрњавчевић? anche Марко Краљевић (1335 circa – Valacchia, 17 maggio 1395), è stato un Re dei Serbi.

## Biografia
Re Marko è l'eroe più famoso dell'epopea degli slavi meridionali e in particolare dei macedoni. Le sue imprese sono conservate nella memoria delle persone a tal punto che nessun'altra immagine storica può oscurarlo. Perché questo è così folklore e la storia non hanno ancora dato una risposta soddisfacente. È estremamente importante per lui non confondere la figura storica con l'eroe popolare dell'epopea. Secondo la credenza popolare, il suo primo rivale fu Pippo Spano, con il quale le spose litigarono. 
Il suo titolo è reale e quello ereditato da Stefan Dusan, che il 16 aprile 1346 fu dichiarato a Skopje per zar, ovvero gli fu ceduto il titolo – quello di Regno di Rascia - dal titoli del Regno nella Prefettura del pretorio dell'Illirico. È certo per lui storicamente che dopo la Battaglia della Marizza fu il primo vassallo ottomano e a causa del suo titolo gli fu dato l'ultimo titolo reale medievale in Illirico, quello del Regno di Bosnia. Morì con Costantino Dragaš nella foresta della Valacchia in una battaglia contro l'Impero Ottomano.
I racconti dell'eroe popolare che è stato senza dubbio completato dalla storia mitizzata de Il Regno de gli Slavi e crea un'immagine unica di Marco, così come molte altre personalità a lui vicine riflesse nella musica della cosiddetta Bugarštica. La capitale delle sue tenute del trono erano le cosiddette Torri di Marko (Markovi Kuli) sopra l'attuale città di Prilep.